# Douglas World Cruiser

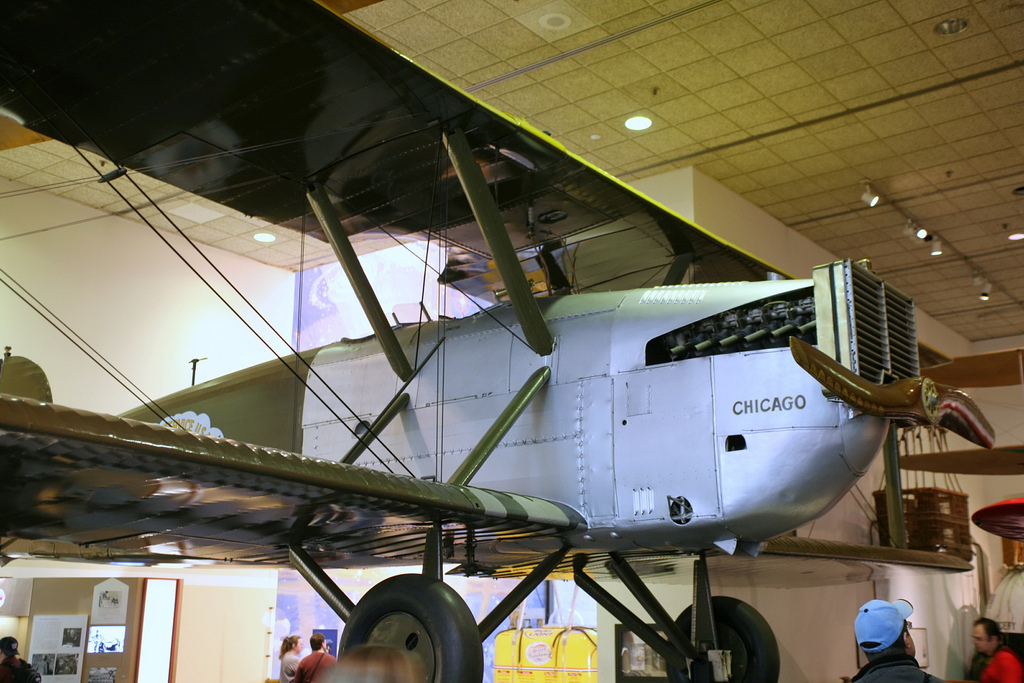
Douglas World Cruiser „Chicago“

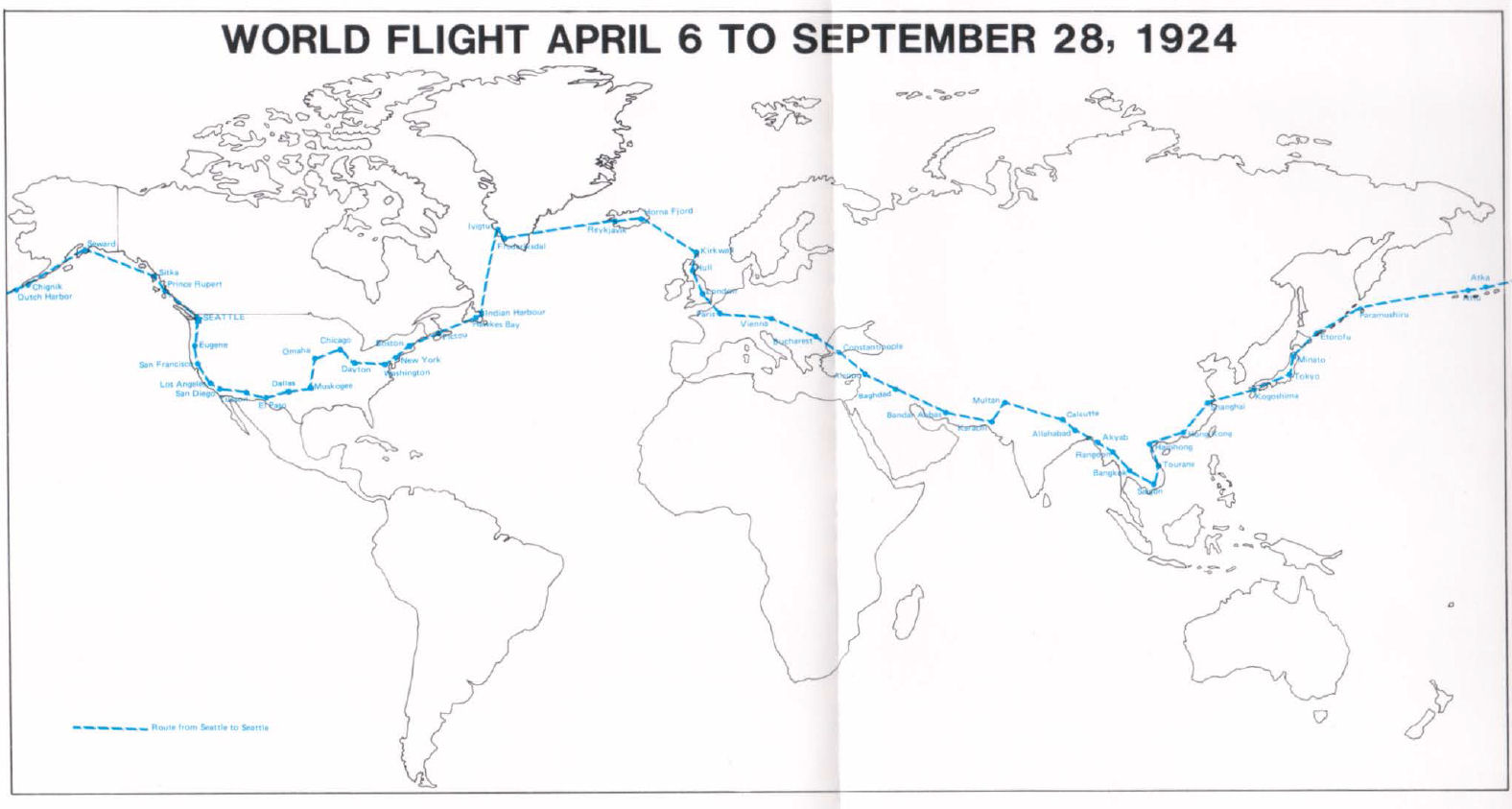
Round The World Flight (1924)

Die Douglas World Cruiser (DWC) war ein US-amerikanischer für Langstreckenflüge gebauter Doppeldecker von 1923. Zwei Maschinen des Musters umrundeten 1924 als erste Flugzeuge in Etappen die Erde.

## Geschichte
Die Douglas DWC entstand aus einer Anfrage des US Army Air Service zur Nutzung der Davis-Douglas Cloudster für eine Weltumrundung per Flugzeug. Die Douglas Aircraft Company schlug jedoch stattdessen eine Variante des in der Fertigung stehenden Torpedobombers DT-2 vor. Douglas versprach innerhalb von 45 Tagen nach Auftragserteilung für 23.271 US-Dollar einen Prototyp zu liefern. Er erhielt den Auftrag hierfür am 1. August 1923 und begann mit dem Umbau einer DT-2 auf der Fertigungsstraße. Der Prototyp der DWC (USAAS-Seriennummer 23-1210, Werknr. 144) konnte entsprechend der Zeitplanung fertiggestellt werden. Nach der Erprobung durch den Hersteller, wurde er zum McCook Field in der Nähe von Dayton überführt, wo die Army Tests in der Landflugzeugkonfiguration durchführte. Für die Wasserflugzeugerprobung und das Besatzungstraining überstellte man danach das Flugzeug zum Langley Field (Virginia).
In beiden Konfigurationen verlief die Erprobung erfolgreich, sodass Douglas am 27. November 1923 den Auftrag zum Bau von vier DWC erhielt (23-1229 bis 23-1232, Wk.-Nr. 145 bis 148). Der Preis betrug 192.684 US-Dollar. Das letzte Flugzeug wurde am 11. März 1924 fertiggestellt. Der Prototyp blieb als Reservemaschine auf dem Langley Field. Die DWC hatte ein viel größeres Tankvolumen als die DT sowie ein verbessertes Kühlsystem. Ebenso wie die DT konnte die DWC wahlweise mit Schwimmern oder einem festen Fahrwerk ausgestattet werden.
Die vier Flugzeuge bekamen die Namen Boston, Chicago, New Orleans und Seattle. Die Piloten wurden in Langley Field in Virginia in Meteorologie und Navigation ausgebildet, wo sie auch mit dem Prototyp übten. Von Februar bis März 1924 übten die Besatzungen im Douglas-Werk in Santa Monica und in San Diego mit Serienflugzeugen. Der Weltrundflug begann am 6. April 1924 mit dem Start vom Lake Washington in der Nähe von Seattle. Das Flugzeug Seattle stürzte bereits am 30. April in den Bergen von Alaska ab. Die Besatzung, Major Frederick L. Martin und Staff Sergeant Alva L. Harvey, überlebte und konnte aus der Wildnis gerettet werden. Die drei anderen Maschinen flogen weiter über Asien, den Orient und Europa.
Über die gesamte Strecke waren Wartungspunkte verteilt worden, an denen beispielsweise 15 Ersatzmotoren, 14 Schwimmerpaare, Treibstoff, Öl und Zellenersatzteile gelagert wurden. Die Boston musste im Atlantik notwassern. Sie wurde bei der Bergung durch den US-amerikanischen Leichten Kreuzer USS Richmond stark beschädigt. Die beiden anderen Flugzeuge flogen an die amerikanische Ostküste. Dort gesellte sich die Reservemaschine mit dem Namen Boston II zu ihnen.
Nach 44.342 km erreichten die drei Maschinen nach 175 Tagen am 28. September 1924 wieder den Ausgangspunkt Seattle. Mit der DWC begann der Aufstieg von Douglas zum größten US-Luftfahrtunternehmen.

## Konstruktion
Strukturell benötigte die DT-2 nur wenige Änderungen für den Einsatz bei der Weltumrundung. Die militärische Ausrüstung wurde ersetzt durch zusätzliche Treibstofftanks, wobei ein Schwerkrafttank mit 227 L im Mittelteil der oberen Tragfläche installiert wurde. Hinter dem Brandschott befand sich ein weiterer Tank mit 567 L, ein Tank unter dem Boden des Pilotencockpits fasste 605 L und unter dem Beobachtercockpit war ein vierter Tank mit ebenfalls 567 L untergebracht. Bei den vier Serienflugzeugen gab es zusätzlich noch außen einen Tank an der linken Flügelwurzel, der 234 L fasste. Mit der Treibstoffkapazität von insgesamt 2200 L hatte die DWC eine maximale Reichweite von 3540 km.
Weitere konstruktive Änderungen gab es beim Motorkühler und im Cockpitbereich. Der über der Propellerwelle angebrachte Kühler wurde in zwei Größen hergestellt, um die Motorkühlung auch bei extremen klimatischen Bedingungen sicherzustellen. Das hintere Cockpit wurde wegen der besseren Kommunikation zwischen den Piloten etwas nach vorne versetzt. Die vier Serienmaschinen besaßen außerdem eine V-Stellung der oberen Tragflächen.

## Flugzeugbesatzungen
- Seattle (Nr. 1): Major Frederick L. Martin (1882–1956), Pilot und Flugkommandant, und Staff Sergeant Alva L. Harvey (1900–1992), Flugmechaniker
- Chicago (Nr. 2): Leutnant Lowell H. Smith (1892–1945), Pilot, später Flugkommandant, und Oberleutnant Leslie P. Arnold (1893–1961), Kopilot
- Boston (Nr. 3)/Boston II (Prototyp): Oberleutnant Leigh P. Wade (1897–1991), Pilot, und Staff Sergeant Henry H. Ogden (1900–1986), Flugmechaniker
- New Orleans (Nr. 4): Leutnant Erik H. Nelson (1888–1970), Pilot, und Leutnant John Harding Jr. (1896–1968), Kopilot[2]

## Museumsflugzeuge
- Chicago ist Teil der Smithsonian-Institution-Sammlung
- New Orleans steht im Los Angeles County Museum of Natural History
- Seattle wurde geborgen und restauriert und steht jetzt im Alaska Aviation Heritage Museum

## Technische Daten
| Kenngröße             | Douglas DWC (Wasserflugzeug-Variante)     |
| --------------------- | ----------------------------------------- |
| Besatzung             | 2                                         |
| Länge                 | 11,89 m                                   |
| Spannweite            | 15,27 m                                   |
| Flügelfläche          | 65,68 m²                                  |
| Höhe                  | 4,6 m                                     |
| Antrieb               | 1 × Liberty-V12-Motor mit 426 PS (313 kW) |
| Höchstgeschwindigkeit | 161 km/h auf Meereshöhe                   |
| Reichweite            | 2655 km                                   |
| Dienstgipfelhöhe      | 2135 m                                    |
| Leermasse             | 1825 kg                                   |
| Startmasse            | 3536 kg                                   |